# Toschi Vignola
Toschi Vignola Srl è un'azienda alimentare specializzata nella produzione di frutta sotto spirito, liquori, sciroppi e prodotti per la gelateria con sede a Savignano sul Panaro, in provincia di Modena. Produce inoltre Aceto Balsamico di Modena I.G.P..

## Storia[1]
L'azienda Toschi nasce nel 1945 in un piccolo laboratorio a Vignola, in provincia di Modena, dall'idea di Giancarlo e Lanfranco Toschi di confezionare sotto spirito le ciliegie di Vignola (oggi fanno parte, assieme ad altre varietà di frutta, della Frutta Spiritosa).
Nel 1952 debutta il brandy alla ciliegia Toschi, ottenuto dall’infusione delle morette (le ciliegie nere di Vignola) nell’alcool. Negli anni '50 nascono anche le linee Sciroppi e Amarena Toschi. Nel 1954 l'azienda si sposta a Savignano sul Panaro. Gli anni '60 vedono ampliarsi la gamma dei liquori Toschi con uno dei prodotti tipici del territorio: il nocino. Gli anni '70 sono gli anni delle campagne televisive e dell'allargamento dell'esportazione a tutto il mondo. Negli anni '80 ai liquori si aggiunge il Nocello.
A metà degli anni 80 l'azienda cambia di mano nell'ambito del progetto di un polo finanziario-industriale di nome Tbe, formato da aziende alimentari e impiantistiche. Dopo qualche anno il gruppo entra in difficoltà e le aziende vengono rimesse sul mercato.
Nel 1993 Massimo Toschi, che in precedenza aveva lavorato alla Toschi nel settore dell'export, rientra in possesso dell'azienda di famiglia grazie anche all'aiuto del socio e amico d'infanzia Giorgio Montorsi, che aveva appena venduto la sua azienda di salumi. La proprietà viene divisa al 50%, con Montorsi nel ruolo di presidente e Toschi di amministratore delegato.
Nella seconda metà degli anni '90 vengono ideati il Fragolì e il Mirtillì: liquori dolci con l’aggiunta di frutta intera. 
Nel 1998 nasce una nuova linea produttiva: Toschi la Gelateria, mentre nel 2000 la linea Aceto Gino Toschi, che comprende Aceto Balsamico di Modena IGP, Aceto Tradizionale di Modena DOP, glasse, salse e condimenti. 
Nel 2015 Toschi USA, una nuova società commerciale con sede a New York, inizia ad operare sul mercato statunitense; due anni dopo apre in Gran Bretagna Toschi UK. Nel 2022 il marchio Toschi viene inserito nel registro speciale dei marchi storici di interesse nazionale, istituito presso il Ministero dell'economia.

## Tradizione e territorio
Durante i suoi 70 anni di vita la Toschi ha ampliato le linee produttive e allargato i propri confini, sempre fedele all'obiettivo aziendale: offrire prodotti di alta qualità mantenendo il rispetto per la tradizione e il territorio. Molte prodotti sono ancora oggi realizzati secondo le antiche ricette di famiglia.
Nel 1953, grazie all'amicizia tra Giancarlo Toschi ed Enzo Ferrari, per lanciare i suoi prodotti la Toschi collabora con la Ferrari. Il pilota campione del mondo di quell'anno Alberto Ascari è il testimonial di una speciale confezione regalo: una macchina da corsa in miniatura contenente tre bottiglie di liquore Toschi.
Nel 1981, con il patrocinio dell’azienda, viene istituito il premio annuale Ciliegia d’Oro che rende omaggio a personalità di origini modenesi o legati a Modena particolarmente meritevoli nel settore sociale, culturale, industriale, commerciale, sportivo o umanitario. Tra i vincitori Enzo Ferrari, 1981; Luciano Pavarotti, 1982; Francesco Guccini, 1989; Julio Velasco, 1994; Luca di Montezemolo, 2000; Luca Toni, 2006; Massimo Bottura, 2008; Mauro Forghieri, 2018; Piero Ferrari, 2021; Leonildo Turrini, 2023.

## Le linee di prodotto

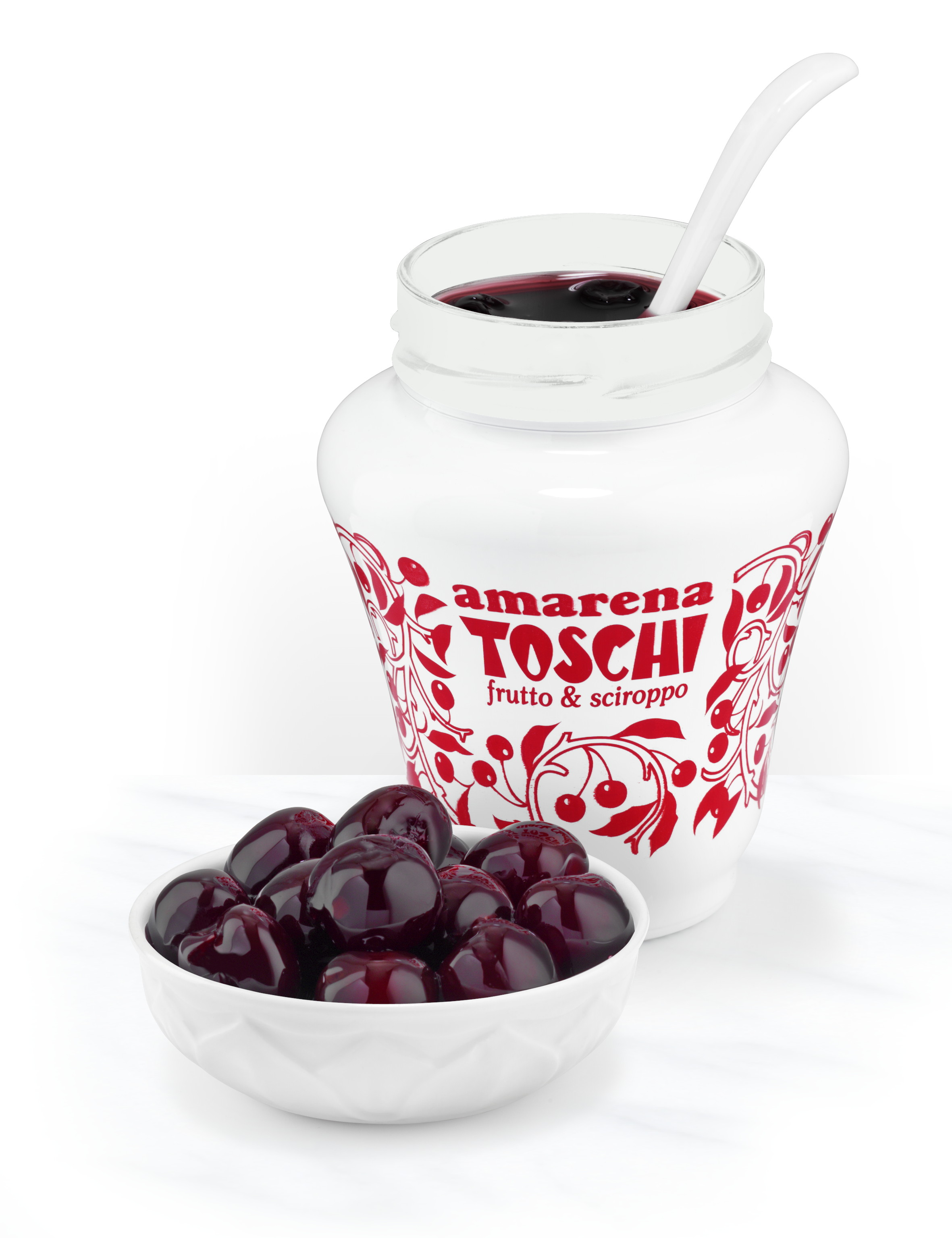
Amarena Toschi in anforetta da 510 g

Nel corso degli anni l'azienda si è specializzata in 3 divisioni distinte:
- Toschi Tradizionale: la gamma della Frutta spiritosa, i liquori, gli sciroppi, l'Amarena Toschi, la frutta in sciroppo, le cocktail cherries e lo zucchero di canna[7].
- Toschi la Gelateria: è la linea dedicata sia ai consumatori che ai professionisti. Comprende tutti i formati di Amarena Toschi, i topping, i variegati, le basi e le paste per la produzione del gelato.[8] Toschi la Gelateria ha anche presentato l'originale Mr. Donuts, il gelato su stecco a forma di ciambella americana.
- Acetaia Gino Toschi: l'Aceto Balsamico di Modena IGP a marchio Gino Toschi e l'Aceto Balsamico Tradizionale di Modena DOP[4][9]. La linea Acetaia comprende inoltre un aceto balsamico biologico, la glassa all'aceto balsamico Balmì e Balsoy, un prodotto che unisce il balsamico alla salsa di soia[10]

## Ricerca e qualità
La Toschi Vignola si sviluppa su un'area complessiva di 35000 m². Tutta la produzione è certificata ISO 9001/2008, IFS (International food Standard) e BRC (Global Standard). Nel 2013 molte referenze della gamma sono state riconosciute dallo standard Halal Global e l'Amarena Toschi ha ottenuto la certificazione Kosher nel 2014.
Molti dei prodotti Toschi sono senza glutine e adatti a diete vegetariane e vegane.

## Curiosità
- Alla Toschi Vignola è dedicata una puntata della trasmissione Mela Verde, condotta da Edoardo Raspelli ed Ellen Hidding, andata in onda il 13 aprile 2014 su canale 5.[14]
- La Toschi Vignola è stata una delle location del film Non Pensarci, diretto nel 2007 da Gianni Zanasi con Valerio Mastandrea. Per le scene riprese all'interno dell'azienda non sono state utilizzate comparse ma i reali dipendenti, per renderle più autentiche[15].